# Anis Ghedira
Anis Ghedira, né le 7 novembre 1974 à Monastir, est un homme politique tunisien.

## Biographie

### Carrière professionnelle
Anis Ghedira est architecte et possède un bureau d'études et d'architecte ; il est également gérant d'une société de promotion immobilière. Il est actif au sein de la société civile.

### Carrière politique
Anis Ghedira est membre du bureau exécutif de Nidaa Tounes chargé des affaires de la jeunesse.
Le 6 janvier 2015, il est nommé secrétaire d'État auprès du ministre de l'Équipement et de l'Habitat dans le gouvernement de Habib Essid. Le 6 janvier 2016, il est nommé ministre du Transport.

## Vie privée
Il est marié et père de deux enfants.